# Мост Острова Райкерс
Мост О́строва Ра́йкерс (официальное название — Мемориа́льный мост Фрэ́нсиса Р. Буо́но) — один из мостов Нью-Йорка, соединяющий остров Райкерс, территориально относящийся к Бронксу, с районом Стейнвей в Куинсе. Южное основание моста располагается в районе перекрёстка Хазен-стрит и 19-й авеню, северное — на южном побережье Райкерс-Айленда.
Мост пересекает канал Райкерс-Айленд в акватории Ист-Ривер и Бауэри-Бей. Он расположен недалеко от аэропорта Ла-Гуардия и пересекается с проложенной по воде линией вспомогательных огней для самолётов, заходящих на посадку на 13-ю взлетно-посадочную полосу аэропорта.
Мост Острова Райкерс — единственное искусственное сооружение, обеспечивающее автотранспортное сообщение острова с внешним миром. До открытия в 1966 году моста попасть на остров можно было только с помощью парома. Мост построен из железобетонных конструкций, он имеет низкую и фиксированную пролётную высоту. В точке своего географического центра мост достигает максимальной высоты — 52 фута (15,6 метра), что позволяет судам беспрепятственно проходить под его конструкциями.
Остров является режимным объектом: на всей его территории располагается тюрьма, представляющая собой самую крупную исправительную колонию в мире, вследствие чего и мост находится под пристальной охраной.
25 мая 1978 года мост был назван в честь покойного Фрэнсиса Р. Буоно, который руководил его строительством. В августе 1990 года, во время трудового конфликта, мост был забаррикадирован вследствие неудачных переговоров с занимавшим тогда пост мэра Нью-Йорка Дэвидом Динкинсом по вопросам содержания заключённых на острове.
Транспортное сообщение на острове обеспечивается крупной компанией Metropolitan Transportation Authority (MTA), в ведении которой находятся, в частности, нью-йоркский автобус, метрополитен и другой транспорт, а также перевозки в 12 округах на юго-западе штата Нью-Йорк. Она обслуживает также проходящий по мосту и острову маршрут автобуса Q100, следующего до Центра посещения заключённых.

## В массовой культуре
Мост упоминается в песне «Bridge of Pain» популярного рэп-исполнителя Флейвора Флэва.